# Galatia (Illinois)
Galatia é uma vila localizada no estado americano de Illinois, no Condado de Saline.

## Demografia
Segundo o censo americano de 2000, a sua população era de 1013 habitantes.
Em 2006, foi estimada uma população de 988, um decréscimo de 25 (-2.5%).

## Geografia
De acordo com o United States Census Bureau tem uma área de
5,1 km², dos quais 5,1 km² cobertos por terra e 0,0 km² cobertos por água. Galatia localiza-se a aproximadamente 113 m acima do nível do mar.

## Localidades na vizinhança
O diagrama seguinte representa as localidades num raio de 20 km ao redor de Galatia.